# 潭水河
潭水河，位于中华人民共和国广东省阳春市南部，是漠阳江右岸支流，发源于阳春市西南部双滘镇七星村以北云雾山七星岭鸡笼顶西南侧，蜿蜒向东南至八甲镇乔连圩右纳乔连河后转东流，经三甲镇、潭水镇、河口镇等地，于岗美镇的潭梅注入漠阳江。河长107千米，河床平均比降1.56‰，流域面积1421平方千米。年均径流量21亿立方米。